# Palazzo Mapelli
Palazzo Mapelli è un edificio storico di Milano, situato in via Cappuccio n. 15.

## Storia e descrizione
Il palazzo, originario tra il XVII ed il XVIII secolo, deve il suo aspetto a dei rimaneggiamenti in epoca neoclassica che hanno completamente cancellato le tracce esterne della decorazione rococò. Il fronte presenta quindi come "sola" decorazione un bugnato liscio in stucco diffuso su tutta la facciata, con le finestre del piano nobile coronate da timpani semicircolari, non così diffusi in area milanese. All'interno si può incontra il cortile porticato su colonne in granito con pavimentazione a rizzata alla lombarda a creare decorazioni con l'alternanza di ciottoli di colore differente, tipico dell'area milanese.